# Halowe Mistrzostwa Świata w Lekkoatletyce 1987 – bieg na 60 m kobiet
Bieg na 60 metrów kobiet – jedna z konkurencji biegowych rozgrywanych podczas halowych mistrzostw świata w  hali Hoosier Dome w Indianapolis. Eliminacje, półfinały i bieg finałowy zostały rozegrane 6 marca 1987. Zwyciężyła reprezentantka Holandii Nelli Fiere-Cooman. Tytułu zdobytego na światowych igrzyskach halowych w 1985 nie broniła Silke Gladisch z Niemieckiej Republiki Demokratycznej.
Pierwotnie drugie miejsce zajęła Angella Issajenko z Kanady. Jednak w 1989 została zdyskwalifikowana z powodu stosowania niedozwolonego dopingu i jej wynik z halowych mistrzostw świata w 1987 został unieważniony.

## Rezultaty

### Eliminacje
Rozegrano 4 biegi eliminacyjne, do których przystąpiły 22 biegaczki. Awans do półfinałów dawało zajęcie jednego z pierwszych dwóch miejsc w swoim biegu (Q). Skład półfinałów uzupełniło osiem zawodniczek z najlepszym czasem wśród przegranych (q).
Opracowano na podstawie materiału źródłowego.

#### Bieg 1
| Miejsce | Zawodniczka      | Czas | Uwagi       |
| ------- | ---------------- | ---- | ----------- |
| 1       | Angela Bailey    | 7,21 | Q           |
| 2       | Juliet Cuthbert  | 7,28 | Q           |
| 3       | Rufina Ubah      | 7,40 | q           |
| 4       | Christa Schumann | 7,72 | q,          |
| 5       | Deborah Bell     | 7,85 | [ 2 ] [ 3 ] |
| –       | Paula Dunn       | DNS  |             |
| –       | Ratjai Sripet    | DNS  |             |

#### Bieg 2
| Miejsce | Zawodniczka                | Czas | Uwagi |
| ------- | -------------------------- | ---- | ----- |
| 1       | Wendy Hoyte                | 7,31 | Q     |
| 2       | Diane Holden               | 7,37 | Q     |
| 3       | Tina Iheagwam              | 7,54 | q     |
| 4       | Svanhildur Kristjónsdottir | 7,67 | q     |
| 5       | Diane Dunrod               | 7,81 | q,    |
| 6       | Janet Montas               | 8,07 |       |
| –       | Ruth Gallardo              | DNS  |       |

#### Bieg 3
| Miejsce | Zawodniczka        | Czas | Uwagi       |
| ------- | ------------------ | ---- | ----------- |
| 1       | Nelli Fiere-Cooman | 7,06 | Q,          |
| 2       | Merlene Ottey-Page | 7,27 | q           |
| 3       | Michelle Finn      | 7,30 | q           |
| 4       | Oliver Acii        | 7,98 | [ 2 ] [ 3 ] |
| 5       | Nouha Samaha       | 8,19 |             |
| 6       | Rossella Tarolo    | 8,43 |             |
| 2       | Angella Issajenko  | 7,10 | Q, DQ       |
| –       | Selmi Keamel       | DNS  |             |

#### Bieg 4
| Miejsce | Zawodniczka          | Czas | Uwagi       |
| ------- | -------------------- | ---- | ----------- |
| 1       | Anelija Nunewa       | 7,16 | Q           |
| 2       | Els Vader            | 7,29 | Q           |
| 3       | Martha Grossenbacher | 7,56 | q           |
| 4       | Soraima Martha       | 7,89 | [ 2 ] [ 3 ] |
| –       | Regina Nigba         | DNS  |             |
| –       | Joyce Odhiambo       | DNS  |             |

### Półfinały
Rozegrano 2 biegi półfinałowe, w których wystartowało 16 biegaczek. Awans do finału dawało zajęcie jednego z czterech pierwszych miejsc w swoim biegu (Q).
Opracowano na podstawie materiału źródłowego.

#### Bieg 1
| Miejsce | Zawodniczka          | Czas | Uwagi |
| ------- | -------------------- | ---- | ----- |
| 1       | Nelli Fiere-Cooman   | 7,11 | Q     |
| 2       | Merlene Ottey-Page   | 7,14 | Q,    |
| 3       | Angela Bailey        | 7,17 | Q     |
| 4       | Michelle Finn        | 7,21 | Q     |
| 5       | Wendy Hoyte          | 7,33 |       |
| 6       | Martha Grossenbacher | 7,54 |       |
| 7       | Tina Iheagwam        | 7,62 |       |
| –       | Diane Dunrod         | DNS  |       |

#### Bieg 2
| Miejsce | Zawodniczka                | Czas | Uwagi |
| ------- | -------------------------- | ---- | ----- |
| 1       | Anelija Nunewa             | 7,10 | Q     |
| 2       | Els Vader                  | 7,28 | Q     |
| 3       | Diane Holden               | 7,32 | Q,    |
| 4       | Rufina Ubah                | 7,39 |       |
| 5       | Juliet Cuthbert            | 7,48 |       |
| 6       | Svanhildur Kristjónsdottir | 7,76 |       |
| 7       | Christa Schumann           | 7,79 |       |
| 2       | Angella Issajenko          | 7,15 | Q, DQ |

### Finał
Opracowano na podstawie materiału źródłowego.
| Miejsce | Zawodniczka        | Czas | Uwagi |
| ------- | ------------------ | ---- | ----- |
| 1       | Nelli Fiere-Cooman | 7,08 |       |
| 2       | Anelija Nunewa     | 7,10 |       |
| 3       | Angela Bailey      | 7,12 | [ 7 ] |
| 4       | Merlene Ottey-Page | 7,13 |       |
| 5       | Michelle Finn      | 7,19 | [ 6 ] |
| 6       | Els Vader          | 7,23 |       |
| 7       | Diane Holden       | 7,43 |       |
| 2       | Angella Issajenko  | 7,08 | DQ    |